# Crackle (album)
Crackle (conosciuto anche con il titolo Crackle: The Best of Bauhaus) è un album compilation del gruppo musicale post-punk britannico Bauhaus. La raccolta venne pubblicata nel 1998 dalla Beggars Banquet, durante il "Resurrection Tour". Include versioni rimasterizzate di alcuni dei singoli e delle canzoni di maggior successo del gruppo.

## Tracce
1. Double Dare - 4:53
2. In the Flat Field - 5:02
3. The Passion of Lovers - 3:53
4. Bela Lugosi's Dead - 9:36
5. Sanity Assassin - 4:11
6. She's in Parties (Edit) - 3:56
7. Silent Hedges - 3:11
8. Hollow Hills - 4:48
9. Mask - 4:37
10. Kick in the Eye (Alternate Version) - 3:37
11. Ziggy Stardust (David Bowie) - 3:14
12. Dark Entries - 3:53
13. Terror Couple Kill Colonel - 4:24
14. Spirit (Alternate Version) - 3:46
15. Burning from the Inside - 9:23
16. Crowds - 3:14

## Formazione
- Daniel Ash – chitarra
- Kevin Haskins – batteria, percussioni
- David J – basso
- Peter Murphy – voce